# Yoro (cidade)
Yoro é uma cidade de Honduras e capital do departamento de Yoro.